# Piaya cayana
El cuco ardilla común (Piaya cayana) es una especie  de ave que se encuentra desde el noroccidente de México hasta el norte de Argentina y Uruguay.

## Descripción
Mide entre 43 y 46 cm de longitud y pesa entre 95 y 105 g.  El plumaje es de color castaño en el dorso y la cabeza, más pálido en la garganta. El pecho es gris y el vientre negruzco. La parte central de la cola es rojiza y el resto negra con manchas blancas. El pico es amarillo y el iris rojo. Los ejemplares juveniles se distinguen porque el pico es gris, el iris marrón y tienen menos manchas blancas en la cola. La subespecie sudamericana P. c. mehleri presenta generalmente plumas pardas y no negras en la cola. Las subespecies de México y Centroamérica tiene anillo ocular amarillo, el cual es rojo en las subespecies sudamericanas.

## Comportamiento
Permanece en la canopia o en los bordes del bosque, hasta los 2.500 m de altitud. Corre por las ramas y generalmente vuela a cortas distancias. Su llamado es un explosivo kip! y kip! weeuu y silba un wheep wheep wheep wheep. Su nido es una taza de hojas, construido en una rama de un árbol, oculta en la vegetación densa, a una altura de 1 a 12 m. La hembra pone dos huevos blancos.

## Alimentación
Se alimenta de insectos grandes, como cigarras o chicharras, avispas y  orugas (incluidas las que tienen pelos urticantes o espinas) y ocasionalmente arácnidos, lagartijas y algunas frutas, como las de Trophis racemosa (Moraceae). Toma sus presas de las ramas de los árboles y algunas, como las avispas, en vuelo. Se le ve observar detenidamente las columnas de hormigas y picotea la carga que ellas llevan. Durante el verano se le ve en compañía de mamíferos pequeños, como el tití Callithrix jacchus. A veces busca alimento junto con otras especies de aves.

## Conservación
Es una especie abundante y parece tolerar la intervención humana, siempre y cuando no se destruya el bosque. La IUCN considera por tanto que hay "preocupación menor" por su conservación.

## EnEcuador
Esta especie puede ser observada y fotografiarse en estado simulado (extensión 5 ha) silvestre en el Jardín Botánico de Guayaquil.